# Picramnia polyantha
Picramnia polyantha är en tvåhjärtbladig växtart som beskrevs av Jules Émile Planchon. Picramnia polyantha ingår i släktet Picramnia och familjen Picramniaceae. Inga underarter finns listade.